# 佐々木秀実
佐々木 秀実（ささき ひでみ、1980年4月17日 – ）は、長野県菅平高原出身の男性シャンソン歌手。本名同じ。
レーベルはコロムビアミュージックエンタテインメント→zetima/地中海レーベル→コロムビアミュージックエンタテインメント→ユニバーサルシグマ→日本コロムビア。
芸能事務所はデビュー時、小澤音楽事務所に所属。2012年から芸文に所属。
2019年4月よりSBC信越放送にてレギュラーラジオ番組「佐々木秀実のちょっと聞きなさいよ!」がスタート。

## 人物・エピソード
幼少期より実家が料亭を営んでいた関係で、端唄･長唄･三味線・日舞などを習い純和風の音楽に触れていたが、13歳の時に、急性喉頭腫瘍を発症、取り除く手術の前夜に病室で出会ったエディット・ピアフの「愛の賛歌」に心を救われ、シャンソンを歌うことを心に強く決め、中学校3年生と高校1年生の時に、橋岡久馬のもとで能の通いの内弟子をしていた。堀越学園在学中の1997年、「日本シャンソンコンクール」に17歳で出場、「群衆」を歌い入賞。
2001年にフランスのパリに留学。阿久悠に見出され、書き下ろしのオリジナル曲を含めたアルバム「懺悔」にて2002年、コロムビアミュージックエンタテインメントよりデビュー。
2009年3月6日、とくダネ!（フジテレビ系列）にゲスト･コメンテーターとして出演する。ゲストとして歌を唄わないテレビ出演はこれが初仕事であった。

## ディスコグラフィー

### シングル
1. 聞かせてよ愛の言葉を（2008年3月19日）zetima/地中海レーベル
  1. 聞かせてよ愛の言葉を（フランス語&日本語Ver．）
  2. 聞かせてよ愛の言葉を（アルバム・フランス語Ver．）
  3. 聞かせてよ愛の言葉を（日本語Ver．）
  4. 聞かせてよ愛の言葉を（Instrumental） 
2ndアルバム「聞かせてよ愛の言葉を」のタイトル曲で、2007年にNHKの連続テレビ小説「ちりとてちん」の挿入歌として使用され好評だった為に、シングル化された。収録アルバムがzetima/地中海レーベルで発売されたため、同レーベルからの発売となった。
2. 夢物語（2009年9月9日）ユニバーサルシグマ
  1. 夢物語
  2. 再会 　JE N'POURRAI JAMAIS T'OUBLIER
  3. 聞かせてよ愛の言葉を PARLEZ-MOI D'AMOUR (Guitar Version)
  4. 夢物語（オリジナル・カラオケ）
3. 生きてりゃいいさ（2010年7月7日）ユニバーサルシグマ
  1. 生きてりゃいいさ
  2. 時は過ぎてゆく
  3. 生きてりゃいいさ（オリジナル・カラオケ）
  4. 時は過ぎてゆく（オリジナル・カラオケ）
4. 朝顔（2012年7月20日）ニッポン放送/芸文/飛鳥新社
  1. 朝顔
  2. 雲
  3. 雲（Instrumental）
  4. 朝顔（カラオケ）
5. 焦がれ星（2017年11月8日）日本コロムビア
  1. 焦がれ星
  2. あなたを愛さないために
  3. 焦がれ星（オリジナル・カラオケ）
  4. 焦がれ星（1音上げカラオケ）
  5. 焦がれ星（1音下げカラオケ）〈語り〉
  6. あなたを愛さないために（オリジナル・カラオケ）
  7. あなたを愛さないために（1音半上げカラオケ）
  8. あなたを愛さないために（1音下げカラオケ）
6. 愛の詩/カフェオーレ（2023年4月12日）日本コロムビア
  1. 愛の詩
  2. カフェオーレ
  3. 愛の詩（オリジナル・カラオケ）
  4. カフェオーレ（オリジナル・カラオケ）
  5. 歌謡ひろしま（ボーナス・トラック）
  6. 東京ブギウギ（ボーナス・トラック）

### アルバム
1. 懺悔（2002年2月21日）コロムビアミュージックエンタテインメント
  1. 懺悔
  2. 告別式
  3. 姫
  4. まるでお芝居のように Comme au Theatre
  5. 私の船 My Ship
  6. お気に入り
  7. 愛の小径 Le Chemin de l'amour
  8. 私のすべて
  9. ふしあわせという名の猫
  10. 少年少女哀恋歌
  11. 枯葉 Les Feuilles Mortes
  12. ララバイをどうぞ
2. 聞かせてよ愛の言葉を（2003年7月30日）zetima/地中海レーベル
  1. ほほにかかる涙(UNA LACRIMA SUL VISO)
  2. グラフィス〜あなたの手紙〜(Grapheis)
  3. 街角(COIN DE RUE)
  4. 難船(NAUFRAGIO)
  5. 太陽のミレーユ(CE NE SERA JAMAIS TROP)
  6. ジュ・トゥ・ヴ(JE TE VEUX)
  7. ティナフトー〜theme of「島の女」BOY ON A DOLPHIN〜(TINAFTO)
  8. ト・アロ・ム・ミソー〜二人でひとつ〜(TO ALLO MOU MISO)
  9. マリア・リシュボア(MARIA LISBOA)
  10. 愛は限りなく(DIO,COME TI AMO)
  11. 恋のジプシー(IL CUORE E'UNO ZINGARO)
  12. 聞かせてよ愛の言葉を(PARLEZ-MOI D'AMOUR)
3. HIDEMI（2007年5月16日）コロムビアミュージックエンタテインメント
  1. さくらんぼの実る頃
  2. 愛し合わなくて良かった
  3. 私は私よ
  4. 再会
  5. バラ色の人生
  6. ウィーンにて
  7. こころ
  8. 愛さないの愛せないの
  9. アコーディオン弾き
  10. スカーフ
  11. 愛の讃歌
  12. ラストダンスは私に
4. 美しき日本のメロディ（2012年10月3日）日本コロムビア
  1. ゴンドラの唄
  2. やま（語り）
  3. 津軽のふるさと
  4. 黄昏のビギン
  5. そら（語り）
  6. 水色のワルツ
  7. 一本の鉛筆
  8. みなと（語り）
  9. 港が見える丘
  10. 胸の振子
  11. うみ（語り）
  12. あなたのすべてを
  13. 星影の小径
  14. 夜明けのうた
  15. 朝顔＜Bonus Track＞
5. 美しき愛のうた（2014年10月29日）日本コロムビア
  1. テネシーワルツ
  2. 愛のうたを、今あなたに（語り）
  3. 愛燦燦
  4. ろくでなし
  5. 嵐の夜に
  6. お母さん（語り）
  7. ヨイトマケの唄
  8. 東京ブギウギ
  9. カチューシャの唄
  10. 宝物の鍵（語り）
  11. ラ・ボエーム
  12. リリー・マルレーン
  13. 水に流して
  14. 約束
  15. さよならのかわりに（語り）
  16. 哀しみのソレアード
6. シャンソン・ベスト（2020年8月26日）日本コロムビア
  1. 聞かせてよ愛の言葉を　PARLEZ-MOI D'AMOUR
  2. 枯葉(New Vocal)　LES FEUILLES MORTES
  3. まるでお芝居のように(New Vocal)　COMME AU THEATRE
  4. さくらんぼの実る頃　LE TEMPS DES CERISES
  5. アコーディオン弾き　L'ACCORDEONISTE
  6. 再会　JE N'POURRAI JAMAIS T'OUBLIER
  7. ラ・ボエーム　LA BOHEME
  8. 哀しみのソレアード　SOLEADO
  9. スカーフ　L'ECHARPE
  10. 愛の讃歌　HYMNE A L'AMOUR
  11. 群衆　LA FOULE
  12. ラストダンスは私に　SAVE THE LAST DANCE FOR ME
  13. ＜ボーナス・トラック＞愛をありがとう
  14. ＜ボーナス・トラック＞あなたを愛さないために
  15. ＜ボーナス・トラック＞一本の鉛筆
  16. ＜ボーナス・トラック＞歌謡ひろしま

## テレビ出演
- とくダネ!（フジテレビ、2008年3月6日 - 、金曜日コメンテーター:不定期出演）
- 新・BS日本のうた（NHK-BS、2023年10月15日）

## ラジオ出演
- 垣花正のあなたとハッピー!（ニッポン放送、2008年1月9日 - 2009年3月25日、水曜パートナー）
- 松本ひでお 情報発見 ココだけ（ニッポン放送、2011年10月3日 - 、月曜パートナー）
- 佐々木秀実のちょっと聞きなさいよ!（SBC信越放送、2019年4月 - 毎週土曜日14:00〜14:30）